# Guilford Courthouse National Military Park
Le Guilford Courthouse National Military Park est une aire protégée américaine située dans le comté de Guilford, en Caroline du Nord. Établi le 2 mars 1917, ce parc militaire national protège le site de la bataille de Guilford Court House, pendant la guerre d'indépendance des États-Unis. Inscrit au Registre national des lieux historiques depuis le 15 octobre 1966, il est géré par le National Park Service.